# En Común
En Común-Unidas Podemos (Podemos-EU-Anova), conocida simplemente como En Común o Galicia en Común, fue una coalición electoral formada por Podemos y Esquerda Unida, surgida en abril de 2019 tras retirarse de En Marea, con el objetivo de presentarse a las elecciones generales de ese año en las cuatro circunscripciones electorales de Galicia. En dicha convocatoria electoral, EQUO Galicia y Mareas en Común también se sumaron a la coalición, concurriendo con el nombre de Podemos-EU-Mareas En Común-EQUO.
Tras la investidura fallida de Pedro Sánchez, las Cortes Generales se disolvieron y se convocaron elecciones generales para el 10 de noviembre del mismo año. Con la irrupción de Más País, encabezado por Íñigo Errejón, y su concurrencia electoral en circunscripciones grandes, que incluía La Coruña y Pontevedra, EQUO Galicia decidió concurrir con dicha formación y separarse de Unidas Podemos y En Común. Igualmente, Mareas en Común decidió no presentarse, dejando la coalición conformada únicamente por Podemos y Esquerda Unida.
En las elecciones generales de España de noviembre de 2019, los cabeza de lista fueron:
- La Coruña: Antón Gómez-Reino (Podemos).
- Lugo: Vanessa Somoza (EU).
- Orense: David Bruzos (Podemos).
- Pontevedra: Yolanda Díaz (EU).

De cara a las elecciones autonómicas en Galicia de abril de 2020, los partidos que integran Galicia en Común llegaron a un acuerdo con Anova, para presentarse juntos a dichos comicios, candidatura en la que también se integraron las mareas municipalistas que estaban previamente, dando lugar a Galicia en Común-Anova-Mareas.
De cara a las elecciones generales de España de 2023, los partidos que integran la coalición se presentaron integrados en la candidatura Sumar, liderada por Yolanda Díaz.

## Resultados electorales

### Elecciones generales
| Comicios | C/S | La Coruña         | La Coruña         | Lugo           | Lugo           | Orense          | Orense          | Pontevedra   | Pontevedra     |                         | Total |
| Abr 2019 | C   | Antón Gómez-Reino | Antón Gómez-Reino | Vanessa Somoza | Vanessa Somoza | Ledicia Piñeiro | Ledicia Piñeiro | Yolanda Díaz | Yolanda Díaz   | 238 061                 |       |
| Abr 2019 | C   | 3º                | 100 109 14,77%    | 3º             | 20 282 10,14%  | 4º              | 17 213 8,94%    | 3º           | 100 547 17,45% | 3º (14,46%) 12º (0,91%) |       |
| Abr 2019 | C   | 1/8               | 1/8               | 0/4            | 0/4            | 0/4             | 0/4             | 1/7          | 1/7            | 2/232/350               |       |
| Abr 2019 | S   | 0/4               | 0/4               | 0/4            | 0/4            | 0/4             | 0/4             | 0/4          | 0/4            | 0/160/208               |       |
|          |     |                   |                   |                |                |                 |                 |              |                |                         |       |
| Nov 2019 | C   | Antón Gómez-Reino | Antón Gómez-Reino | Vanessa Somoza | Vanessa Somoza | David Bruzos    | David Bruzos    | Yolanda Díaz | Yolanda Díaz   | 186 260                 |       |
| Nov 2019 | C   | 3º                | 76 235 12,56%     | 3º             | 16 341 9,17%   | 3º              | 13 342 7,92%    | 3º           | 80 342 15,52%  | 3º (12,66%) 13º (0,77%) |       |
| Nov 2019 | C   | 1/8               | 1/8               | 0/4            | 0/4            | 0/4             | 0/4             | 1/7          | 1/7            | 2/232/350               |       |
| Nov 2019 | S   | 0/4               | 0/4               | 0/4            | 0/4            | 0/4             | 0/4             | 0/4          | 0/4            | 0/160/208               |       |

### Elecciones al Parlamento de Galicia
| Comicios | Cabeza de lista   | Votos  | %     | Escaños | Posición |   |
| -------- | ----------------- | ------ | ----- | ------- | -------- | - |
| Jul 2020 | Antón Gómez-Reino | 51 212 | 3,93% | 0/75    | 4°       | 9 |

## Logotipos
|                    | Extendido | Extendido | Compacto | Componentes                                         |
| ------------------ | --------- | --------- | -------- | --------------------------------------------------- |
| Generales Abr 2019 |           |           |          | Podemos Esquerda Unida EQUO Galicia Mareas en Común |
| Generales Nov 2019 |           |           |          | Podemos Esquerda Unida                              |
| Galicia Jul 2020   |           |           |          | Podemos Esquerda Unida Anova Mareas                 |